# François Wetterwald
François Wetterwald (29 mars 1911 - 9 juin 1993) est un chirurgien français, animateur du réseau de Résistance Vengeance, déporté au camp de concentration de Mauthausen, écrivain et poète.

## Biographie
De retour de captivité de guerre, François Wetterwald et son ami le médecin Victor Dupont, aussi appelé Vic Dupont (1909-1976), décident en janvier 1941 de suivre l'appel du général de Gaulle et de « reprendre » le combat contre l'envahisseur allemand. Wetterwald désire rallier les Forces françaises libres. Il tente de passer en Algérie. Il est arrêté à la ligne de démarcation, et condamné à six semaines de prison par les autorités allemandes de Moulins le 6 janvier 1941. François Wetterwald devient interne en médecine des hôpitaux de Paris, en 1942.
À la réunion du 13 janvier 1943, 64 rue de la Chaussée-d'Antin à Paris, dans le bureau du directeur de la Caisse d'allocations familiales de la Seine, Dupont charge Wetterwald de prendre la direction des Corps Francs. Wetterwald continue à exercer sa profession de médecin, jusqu'à son arrestation. Il cache ses archives de la Résistance dans la bibliothèque des internes de l'hôpital Broussais, puis de l'hôpital de la Salpêtrière, de Paris. Au mois de juillet 1943, Wetterwald effectue une tournée en province à Orléans, Quimper, Pithiviers, Évreux, Nevers et Saint-Pierre-le-Moûtier.
Le 9 octobre 1943, Victor Dupont est arrêté à la gare de Paris-Montparnasse. Déporté à Compiègne cent jours après son arrestation, il arrive à Buchenwald, en Allemagne, le 24 janvier 1944. L'arrestation de Dupont qui dirigeait l'ensemble Turma-Vengeance force Wetterwald à assumer une « charge écrasante ».
Wetterwald sait que la Gestapo le recherche activement depuis longtemps et qu'il peut être arrêté à tout moment. Il prépare son organisation à cette éventualité. Il est arrêté une première fois, le 1er janvier 1944. Il devait rencontrer, chez un membre de son réseau, Prémonville, boulevard Malesherbes à Paris, quelques-uns des membres de son comité directeur, à 16 heures. Il raconte : « Une souricière avait été dressée dans l'appartement de notre chef d'action immédiat par les soins de la brigade des renseignements généraux de la préfecture de police (chefs Rotte et David) ». Il est finalement relâché.
Deux semaines plus tard, ce fut l'arrestation finale : le samedi 15 janvier 1944, à 16 heures précises, Wetterwald sort de la bouche du métro La Muette et s'engage de quelques mètres dans l'avenue Mozart. Il a été trahi par Max Dumas,,. Il est transféré à Fresnes le 18 janvier 1944. Il est ramené rue des Saussaies le 11 février 1944 et transféré à Compiègne le 17 mars 1944. Il part pour l'Allemagne le 6 avril 1944.
« [...] Et alors, la chute commence. Une chute verticale et qui va durer trois jours. Trois jours, est-ce long, est-ce court? Trois jours de chute vers l'inconnu; mais le présent est tellement absorbant que l'esprit, l'imagination ne font pas de très grands bonds. Trois jours sans manger, sans boire, sans dormir, presque sans respirer. Trois jours sans vêtements, nus tassés à 125 dans des wagons de marchandises (40 hommes, 8 chevaux) [...] »
Francois Wetterwald est déporté au camp de concentration de Mauthausen, en Autriche, où il arrive le 9 avril 1944, puis affecté à l'"hôpital" d'une de ses annexes, le camp de concentration d'Ebensee.
Pierre Frilet, adjoint de Wetterwald qu'il remplace après son arrestation, est lui-même arrêté le 31 janvier 1944, deux semaines après Wetterwald, et déporté. Il deviendra plus tard le président de l'Amicale Turma-Vengeance.
Après la guerre, Wetterwald devient titulaire de la Médaille de la Résistance et commandeur de la Légion d'honneur. Il participe à la création de l'Association nationale des médecins déportés et internés de la Résistance. Il en sera le secrétaire général puis président d'honneur jusqu'à son décès le 14 juin 1993 à Mont-Saint-Aignan, près de Rouen.

## Le Réseau Turma-Vengeance
Le réseau Turma-Vengeance est l'un des plus vastes mouvements de la Résistance intérieure française. Ce réseau est fondé en janvier 1941 en zone occupée, à Paris, par trois amis médecins, Victor Dupont, Raymond Chanel (1908-1999), et François Wetterwald. Dupont dirige le service de Renseignements. Chanel se spécialise dans l'évasion. Wetterwald prend la tête des Corps Francs Vengeance, chargés des missions de sabotage. Au mois de mai 1943, l'équipe de Vengeance était pratiquement constituée. Michel Bommelaer, étudiant en médecine, rejoindra également le réseau en 1943.
Le premier accord de Vengeance avec Ceux de la Libération (CDL) date de juin 1943. L'ensemble de l'organisation paramilitaire passe sous le commandement de Wetterwald. Il est délégué pour représenter C.D.L.-Vengeance aux réunions préliminaires de l'Armée Secrète dans la région parisienne et les départements avoisinants.
Avec l'arrestation de Dupont et de Wetterwald, Maître Étienne Nouveau, alias "Vallière", prend la direction de Turma-Vengeance. Maitre Nouveau, résistant de longue date, avait fondé un maquis, à Torigni-sur-Vire, dans la Manche, au mois de mai 1943.
En publiant son ouvrage Vengeance, histoire d'un Corps Franc en 1947, Wetterwald fait mieux connaître ce mouvement de la Résistance.

## Musique sur des paroles de François Wetterwald
Un poème de François Wetterwald, Poème Macabre, a été mis en musique par Ruth Lomon. Elle compose Songs of Remembrance, alors qu'elle est Fellow du Banting Institute, à Radcliffe/Harvard, en 1995-1996. La première performance publique de l'œuvre a eu lieu au John Knowles Paine Concert Hall, de l'université Harvard. D'autres performances se sont tenues au United States Holocaust Memorial Museum, de Washington, en 1998, et au Congrès de l'IAWM, à Londres, en 1999, où Lomon reçoit le Miriam Gideon Composition Award pour cette composition.
Le poème de Francois Wetterwald est : Poème macabre
Squelette, squelette, où vas-tu, que fais-tu ?

Tu déambules, clopinant, ridicule, oscillant d'une jambe sur l'autre,

te cambrant pour remplacer l'action de tes muscles disparus,

cherchant à chaque instant à rattraper ton équilibre,

les bras tendus en balancier, en cherchant un appui,

tête ballante, sexe ballant...

Squelette, squelette, où vas-tu ?

Tu es nu. Tu crois bien, en entrant ici, toucher au port, au repos,

mais le Kapo est encore derrière toi, à te houspiller,

Schnell... Schnell... et te rudoie.

Un rictus déforme tes traits ; tes yeux grands ouverts, étonnamment

béants, ont des pupilles démesurées.

À quoi penses-tu ?

Tu penses à ta femme dodue, à sa robe de toile empesée et brodée

À tes enfants, aux cheveux de lin...

Allons, avance encore un peu !

Tu penses à ta noce bruyante, aux violons et aux accordéons,

au cortège joyeux dans les champs de blé...

Tu tombes ? Relève-toi! et plus vite que cela !

Tu revois les filles aux longues nattes et entends leurs rires,

le soir, dans la grange...

Debout, allons ! Tiens, voila le Kapo qui lève son bâton !

Tu penses à la nuit qui suivit, au lit où l'on s'enfonce

et où l'on est si bien, pour dormir...

Tiens, tu souris ?

Tiens, tu es mort ?